# Cave Story
Cave Story (яп. 洞窟物語, до:куцу моногатарі укр. Печерна історія) — freeware відеогра в жанрі пригодницький бойовик випущена в 2004 році для персональних комп'ютерів. Гра створювалась Дайске Амая (творчий псевдонім Pixel) впродовж п'яти років. Була перекладена англійською та російською мовами.

## Сюжет і світ

### Передісторія
Тисячі років тому жив могутній чарівник Боллос, чиї вміння та можливості в багато разів перевищували можливості звичайних людей. Він використовував свою силу на те, аби допомагати людям і направляти їх, тому вони любили його і довіряли навіть більше, ніж королю. З часом король почав ревнувати і заточив Боллоса. Від жахливих тортур свідомість Боллоса помутніла, магічна сила вирвалась назовні і король разом зі своїм замком були моментально знищені руйнівною хвилею вогню. Боллос не міг більше контролювати свою магію, і в приступі вбив дружину та дітей, після чого спалив усе королівство. Від його розсудку лишився лиш слід, і, дивлячись на помираючих родичів він сміявся та жахався одночасно.
Коли сестра Боллоса, відьма Дженка, дізналася, що її брат збожеволів, вона заточила його в тюрму на ширяючому в небі острові. Боллоса можна було звільнити від мук лише вбивши, але Дженка надто його любила.
Остров міг триматись в повітрі за рахунок Ядра, що жило в глибині острова. Для захисту Ядра Дженка створила навколо нього лабіринт і запечатала вхід до Ядра величезним валуном. Лабіринт був населений гауді, расою комах, аби ті охороняли прохід. Острів також населяли міміга — істоти схожі на кроликів, що харчуються квітами. Сили відьми вичерпались, і вона вирушила відпочити до Піщаної зони (?) — пустелі на острові — і почала розводити цуценят.
У Дженки була дочка на ім'я Мізері. Вона, також маючи магічний дар, змусила Боллоса створити Корону Демона, що направляла б силу Боллоса за бажанням того, хто її одягне. На жаль для Мізері на корону було накладене закляття, що змушувало її вічно служити тому, хто носить корону.
За десять років до початку сюжету самої гри з землі послали на острів роботів з метою принести Корону Демона. Роботи були знищені, але і багато міміга загинуло в битві. Аби захистити себе міміга почали вирощувати Червоні Квіти.
Хоча міміга харчуються квітами, Червоні Квіти для них небезпечні. В квітці містяться два хімічних компоненти: один викликає миттєвий ріст м'язів і мутацію, другий — галюциноген, що викликає повну втрату свідомості. Цей галюциноген можна кристалізувати в Червоний Кристал і вважається, що саме він забарвлює квіти в червоний колір.
Через якись час одна людина з землі все ж заволоділа Короною Демона, і роботи були переможені. Міміга в цей час все ще знаходились під впливом Червоних Квітів, і володар Корони направив їх в атаку на землю.
Квоут (?) (протагоніст, чиє ім'я гравець дізнається лише за певних зусиль з його боку) і Карлі Брейс (?) були двома о особливими роботами, котрих відправили на острів, аби знищити Корону разом з її володарем раз і назавжди. Їх небачені сила і спритність дозволили їм поранити володаря, але перемогти його не змогли — їм стерли пам'ять і розкидали по різним печерам острову.
Незадовго до початку гри група дослідників прилітає на острів на гвинтокрилі. В її складі — вчена Моморин Сакамото (?), її діти Сью і Казума, професор Бустер (?), інженер Ітох (?), і бортовий доктор Фуюхіко Дейт (?). Доктор знав про існування корони і приєднався до групи лише заради того, аби спробувати її знайти, чим він і почав займатися безпосередньо по прибуттю на острів. Початкова заставка показує його в той момент, коли він знайшов корону разом з Мізері і Балрогом (?), двома слугами корони.
Як тільки Доктор заволодів короною, він почав будувати плани захоплення світу: він змусив міміга вирощувати і споживати Червоні Квіти і направив армію збожеволівших міміга на «поверхню» (землю). Інші учасники дослідницької групи не були згодні співпрацювати і Доктор наказав знищити їх. До того як втекти, Сью та Ітох були перетворені Мізері на міміга. Казума скористався телепортом, але опинився в зачиненій кімнаті. Моморін Сакамото побоюючись за своє життя підкорялася Доктору, і як тільки він знайшов Червоні Квіти вона мала бути скинута з острову, але вона заховалась на Плантаціях, розробляючи план зі знищення Доктора в своїй невеликій підземній лабораторії.
Сью заховалася в поселенні міміга. Колись густонаселене поселення на той момент нараховувало всього шість жителів через те, що Доктор забирав міміга для своїх експериментів, армії і плантацій.

### Сюжет
Гра починається з того, як Квоут прокидається в підземній печері неподалік від поселення міміга.
В печерах гравець знайомиться з основними ігровими прийомами, знаходить першу зброю та дізнається про зачиненого Казуму. Далі гравець потрапляє до поселення міміга. Головний там Кінг. Він хоче віддати Сью слугам доктора, коли ті прийдуть за черговим міміга. Її захищає Тороко, котру згодом забирають замість Сью. Знайшовши ключ на кладовищі герой може зайти в будинок Артура, де знаходиться телепортатор, який телепортує поки що лише до Сховища Яєць.
Перемігши Ігора ви зустрічаєтсь зі Сью. Вона пропонує разом спробувати втекти з острова. В Будинку Артура Сью зв'язується з Казумою, але не встигає телеортуватись до нього, її забирає Кінг. Проте тепер ми знаємо, що Казума десь в Зарослях (?) і можемо туди телепортуватись.
Кінг схопив Сью і планує обміняти її на Тороко.

### Персонажі
Quote (яп. クォート, Kwōto англ. Quote) —
Curly Brace (яп. カーリーブレイス, Kārī Burēsu англ. Curly Brace) —

#### Міміга
Кінг (яп. キング, Kingu англ. King) —
Jack (яп. ジャック, Jakku англ. Jack) —
Toroko (яп. トロ子, англ. Toroko) —

#### Дослідники
Сью Сакамото (яп. 坂本 数, Sakamoto Sū англ. Sue Sakamoto) — Сестра Казума і дочка Моморін Сакамото, яка шукала спосіб перешкодити планам доктора щодо світового панування, проте по дорозі, вона була перетворена на Міміга відьмою Мізері. 
Казума Сакамото (яп. 坂本 数馬, Sakamoto Kazuma англ. Kazuma Sakamoto) — Вчений, який очолює дослідження острова Міміга, і брат Сью. Він якимось чином був замкнений у кімнаті на острові, і не міг сам звідти вибратися. 
Моморин Сакамото (яп. 坂本 百鈴, Sakamoto Momorin англ. Momorin Sakamoto) — Ще один учений, що проводить дослідження острова, і мати Сью і Казума. Її спеціальність - будівництво ракет. 
Професор Бустер (яп. ブースター博士, Būsutā-hakase англ. Professor Booster) —

#### Вороги
Fuyuhiko Date («The Doctor») (яп. 伊達 冬彦（ドクター）, Date Fuyuhiko (Dokutā) англ. Fuyuhiko Date («The Doctor»)) —
Balrog (яп. バルログ, Barurogu англ. Balrog) —
Misery (яп. ミザリー, Mizarī англ. Misery) —
Ballos (яп. ボロス, Borosu англ. Ballos) —
The Core (англ. The Core) —
Jenka (яп. ジェンカ, англ. Jenka) —
Itoh (яп. 伊藤, англ. Itoh) —
Arthur (яп. アーサー, Āsā англ. Arthur) —

## Геймплей
Гра виглядає як класичний двовимірний платформер, ігровий процес схожий на Metroid і Castlevania. Значну частину гри займають стрільба і стрибки, але й квестовому елементу теж приділена велика увага.

## Розробка
Гра розроблялась автором близько п'яти років. Оригінальний реліз гри вийшов 20 грудня 2004 року у вигляді версії японською мовою для Microsoft Windows.

### Порти
Пізніше групами прихильників за згодою автора гру було портовано на операційні системи AmigaOS 4.0, Linux і Mac OS X, а також на інші консолі PlayStation Portable, Xbox і GP2X і Game Park GP2X. Зараз створюється версія для Nintendo DS (початково — для Game Boy Advance). Демо-версія вже вийшла.

### Локалізації
Офіційно перевиданням гри та її англомовною локалізацією займається компанія Nicalis.
Оригінальну (безкоштовну) версію гри було неофіційно перекладено англійською (проєкт Aeon Genesis) та російською (Shedevr Team) мовами.
13 листопада 2023 року на міжнародному сайті прихильників Сave Story було опубліковано неофіційний переклад оригінальної версії гри українською мовою.